# Hentziectypus turquino
Hentziectypus turquino là một loài nhện trong họ Theridiidae.
Loài này thuộc chi Hentziectypus. Hentziectypus turquino được Herbert Walter Levi miêu tả năm 1959.